# Charlie Parker
Charles "Charlie" Parker, Jr., även känd som Bird och Yardbird, född 29 augusti 1920 i Kansas City i Kansas, död 12 mars 1955 i New York i New York, var en amerikansk altsaxofonist och kompositör.

## Biografi
Efter att Charlie Parkers föräldrar separerat 1927 flyttade han med sin mor till Kansas City, Missouri. Parker lyssnade tidigt på jazzlegender som Count Basie och Bennie Moten, och blev själv en stilbildare som har influerat flera generationer av musiker. I december 1935 hoppade Parker av gymnasiet, gick med i det lokala musikerförbundet och bestämde sig för att fortsätta sin musikaliska karriär på heltid.
Parker flyttade 1939 till New York, där han tillsammans med bland andra Dizzy Gillespie, Max Roach och Bud Powell kom att utveckla bebopen. Han revolutionerade jazzen med sitt säregna sätt att spela, med toner som låg helt utanför de i swingen använda skalorna, men lyckades med okonventionella fraseringar få musiken att låta bra, trots att den musikteoretiskt var "fel" enligt dåtida musikaliska normer. Charlie Parker gjorde även inspelningar med symfoniorkestrar, och hans stil påverkade såväl populär- som konstmusiken.
Parker led under en stor del av sitt liv av psykiska besvär och missbrukade heroin. Han avled i lunginflammation och magsår 1955, men led vid tidpunkten även av levercirrhos och hade tidigare drabbats av en hjärtinfarkt.

## Charlie Parker i Sverige

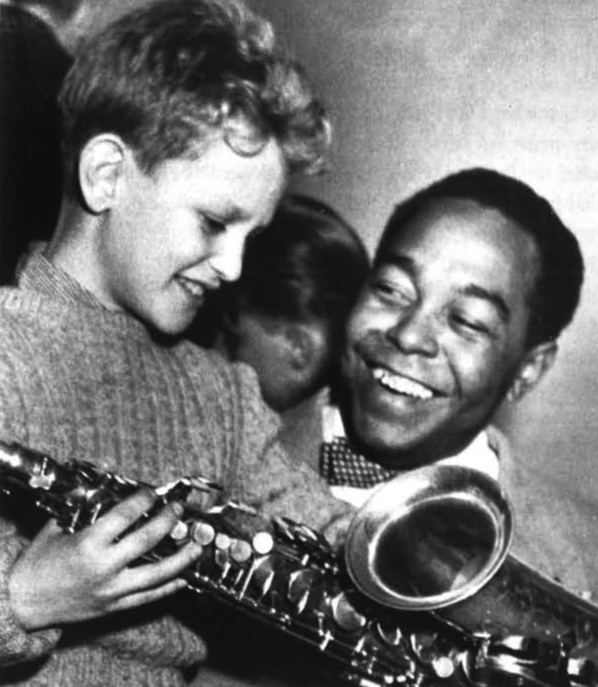
Charlie Parker med den unge Göran Schultz i Gävle, 1950.

Charlie Parker besökte Sverige på sitt andra och sista besök i Europa. Från konserter i Malmö och Helsingborg, inklusive en jamsession där, finns en inspelning utgiven på etiketten Storyville där Charlie Parker spelar med svenska musiker som exempelvis Gösta Theselius (piano), Rolf Ericson (trumpet), Jack Norén (trummor), Thore Jederby (bas) samt Lennart Nilsson (piano). Arne Domnérus deltog i konserten men ersatte Parker.
Sju av låtarna är från en radioinspelning från Amiralen i Malmö den 22 november 1950. Denna inspelningen är gjord på en trådbandsspelare av Erik Hellborg – en profil i Malmös musikliv på 1940 och 50-talen – och såldes till skivbolaget OKTAV, som gav ut en LP från denna konsert. Senare har det utgivits en CD med bl.a. 3 spår från denna LP av ett danskt bolag.
Turnéplan i november 1950
- Söndag 19/11: Två konserter i Stockholms konserthus, senare jamsession i von der Lindeska valven i Gamla stan.
- Tisdag 21/11: Två konserter i Göteborgs konserthus.
- Onsdag 22/11: Konsert på Amiralen i Malmö, jamsession på Akademiska föreningen i Lund.
- Fredag 24/11: Konsert i Helsingborgs Folkets Park, jamsession på restaurang inne i området.
- Lördag 25/11: Konsert i Jönköpings idrottshus inför 2 800 personer.
- Söndag 26/11: Konsert i Gävle Folkets Park.
- Måndag 27/11: Jamsession på Nalen i Stockholm.

## Utmärkelser
Asteroiden 4479 Charlieparker är uppkallad efter honom.